# Alianza Humanista Verde
La Alianza Humanista-Verde (AHV) fue un partido político chileno formado en 1990 por el Partido Humanista de Chile y el Partido Los Verdes. Entre 1996 y 1998 tuvo la denominación de Partido Humanista de Chile (PH).
Su símbolo era un rectángulo regular, dividido en dos campos por una diagonal ascendente de izquierda a derecha, el campo superior de color naranja con la banda de Möbius, símbolo matemático de infinito, en color blanco y ribete negro. El campo inferior de color verde con la flor del girasol en tonos amarillos y café.

## Historia
Fue fundado el 4 de mayo de 1990, a través de la fusión de los partidos Humanista y Los Verdes, en cuya constitución establecieron como sus principios:

El sostenimiento del régimen democrático como forma de transición de la democracia formal a la democracia real. Por otra parte, rechaza expresamente la violación de los derechos humanos, el empleo de la violencia como método de solución de conflictos y la concentración personal del poder. Con respecto a la metodología de acción, confirma expresamente que se rige por la acción no - violenta.
Considera al sufrimiento del pueblo como un hecho producido por la violencia económica. Por consiguiente proclama la necesidad de fortalecer toda organización social que contrarreste tal situación.
Declaración de principios del Partido Alianza Humanista Verde.

En sus primeros años formó parte de la oficialista Concertación de Partidos por la Democracia, e integró su lista en las elecciones municipales de 1992, donde obtuvo 52 481 votos, equivalentes a un 0,82 % del total de los sufragios, y de sus 24 candidatos, logró 15 concejales electos, entre ellos Efrén Osorio por San Bernardo; y un alcalde, Pablo Vergara Loyola por la comuna de Ñuñoa.
En 1993 deciden retirarse de la Concertación y conformaron, junto al Movimiento Ecologista, la lista "La Nueva Izquierda" en las elecciones parlamentarias de ese año, además de presentar a Cristián Reitze, militante del partido, como candidato presidencial. En las elecciones parlamentarias, el partido logró poco más del 1 % de los votos totales en la votación de diputados, sin resultar ninguno electo.
El 3 de junio de 1994, se fusionó con el Movimiento Ecologista. Finalmente, la Alianza Humanista Verde volvió a la denominación de Partido Humanista en diciembre de 1995. El partido tuvo existencia legal hasta el 23 de junio de 1998.

## Resultados electorales

### Elecciones parlamentarias
|  | 1,01 % |

|  | 0,46 % |

## Presidentes
- Laura Rodríguez (1990-1992).
- José Gabriel Feres (1992-1994).
- Tomás Hirsch (1994-1998).

## Eslóganes de campaña
| Elección               | Eslogan                          |
| ---------------------- | -------------------------------- |
| Municipales de 1992    | La buena gente al municipio      |
| Parlamentarias de 1993 | Por un pueblo fuerte y solidario |